# Copa Real Federación Andaluza de Fútbol 2024-25
La Copa Real Federación Andaluza de Fútbol 2024 fue la 5.ª edición de dicha competición. Cuenta con el aliciente de un premio económico para los cuatro equipos clasificados para la fase final y los finalistas serán propuestos para disputar la Copa Real Federación Española de Fútbol.
Si bien la fase previa la disputan los cuatro primeros clasificados de los  grupos IX y X de Tercera Federación  en la modalidad de eliminatoria a ida y vuelta, sin incluirse a los que puedan haber ascendido a Segunda Federación ni a los filiales, este año ante la negativa de la UD Torre del Mar la jugó el Atlético Mancha Real.
Los equipos que resulten ganadores de estas eliminatorias jugarán una semifinal a ida y vuelta y serán los dos finalistas, que se jugaran el título a ida y vuelta, los que se beneficien de la posibilidad de jugar la Copa RFEF y la Copa del Rey.

## Equipos clasificados
| Cuadro A                                                                                           | Cuadro B                                                                                             |
| -------------------------------------------------------------------------------------------------- | --- |
| Salerm Cosmetics Puente Genil F. C. C.D. Pozoblanco Internacional Sevilla Dos Hermanas C.D. Utrera | Polideportivo Almería Arenas de Armilla Cultura y Deporte Club de Fútbol Motril Atlético Mancha Real |

## Cuartos de final
Ronda disputada a ida (18 de agosto) y vuelta (21 de agosto de 2024).
| Equipo 1    | Agr.  | Equipo 2        | Ida   | Vuelta |
| ----------- | ----- | --------------- | ----- | ------ |
| C.D. Utrera | 2 - 3 | C.D. Pozoblanco | 2 - 2 | 1 - 0  |

| Equipo 1              | Agr.  | Equipo 2                 | Ida   | Vuelta |
| --------------------- | ----- | ------------------------ | ----- | ------ |
| Inter S. Dos Hermanas | 4 - 1 | S. C. Puente Genil F. C. | 1 - 1 | 0 - 3  |

| Equipo 1             | Agr.  | Equipo 2              | Ida   | Vuelta |
| -------------------- | ----- | --------------------- | ----- | ------ |
| Atlético Mancha Real | 2 - 1 | Club de Fútbol Motril | 0 - 1 | 0 - 2  |

| Equipo 1              | Agr.  | Equipo 2          | Ida   | Vuelta |
| --------------------- | ----- | ----------------- | ----- | ------ |
| Polideportivo Almería | 0 - 8 | Arenas de Armilla | 0 - 2 | 6 - 0  |

## Semifinales
Ronda disputada a ida y vuelta (25 y 28 de agosto respectivamente).
| Equipo 1             | Agr.             | Equipo 2          | Ida   | Vuelta |
| -------------------- | ---------------- | ----------------- | ----- | ------ |
| Atlético Mancha Real | 4 - 4 (6:5 pen.) | Arenas de Armilla | 2 - 1 | 3 - 2  |

| Equipo 1              | Agr.             | Equipo 2        | Ida   | Vuelta |
| --------------------- | ---------------- | --------------- | ----- | ------ |
| Inter S. Dos Hermanas | 1 - 1 (1:4 pen.) | C.D. Pozoblanco | 1 - 1 | 0 - 0  |

## Final
Ronda disputada a ida y vuelta (1 y 4 de septiembre respectivamente).
| Equipo 1             | Agr.  | Equipo 2                  | Ida   | Vuelta |
| -------------------- | ----- | ------------------------- | ----- | ------ |
| Atlético Mancha Real | 2 - 6 | Club Deportivo Pozoblanco | 0 - 2 | 4 - 2  |

| Campeón Club Deportivo Pozoblanco 1.° título |